# پاتریک الکساندر
پاتریک الکساندر (به انگلیسی: Patrick Alexander) (۱۹۲۶ تا ۱۹۹۷) رمان‌نویس، نویسنده تریلر، روزنامه‌نگار و فیلم‌نامه‌نویس بریتانیایی بود.
رمان او با عنوان «مرگ یک حیوان لاغرپوست» برندهٔ جایزهٔ یادبود جان کریسی از انجمن نویسندگان جنایی شد که براساس این رمان در سال ۱۹۸۱ فیلمی با نام «حرفه‌ای» با بازی ژان پل بلموندو منتشر شد.